# Rogério Paulo Castanho Alves
Rogério Paulo Castanho Alves (Lisboa,  20 de Novembro de 1961) é um advogado e comentador português. Foi Bastonário da Ordem dos Advogados entre 2005 e 2007.
Licenciou-se em Direito pela Faculdade de Direito da Universidade Católica Portuguesa em 1984.
A 24 de Abril de 2006, no Brasil, foi agraciado com a Grande Medalha da Inconfidência, conferida pelo Estado de Minas Gerais. Tem também uma medalha de honra da União Internacional dos Advogados, de 2007, o mesmo ano em que recebeu em Madrid a mais alta condecoração do Conselho Geral da Advocacia de Espanha: a Grande Cruz de Mérito.
Sócio do Sporting Clube de Portugal, participa na vida do clube e também marca presença em diferentes meios de comunicação social como comentador.